# Willi Walser
Willi Walser (* 16. Juni 1921 in Rehetobel; † 29. August 1981 ebenda; heimatberechtigt in Wald) war ein Schweizer Textilunternehmer, Gemeindepräsident, Kantonsrat und Regierungsrat aus dem Kanton Appenzell Ausserrhoden.

## Leben
Willi Walser war ein Sohn von Jakob Walser, Textilfabrikant, und Anna Straub. Im Jahr 1945 heiratete er Elsi Brunckhorst, Tochter von Ernst Adolf Brunckhorst, Braumeister.
Er besuchte die Kantonsschule Trogen und die Handelsschule Neuenburg. Er arbeitete als Textilkaufmann. Im Jahr 1939 trat er in die väterliche Firma für Stoffe und Wäschefabrikation ein. Er übernahm diese im Jahr 1961.
Von 1951 bis 1953 sass er im Gemeinderat von Rehetobel. Ab 1953 bis 1959 amtierte er als Gemeindehauptmann. Von 1953 bis 1972 gehörte er dem Ausserrhoder Kantonsrat an. In den Jahren 1966 bis 1967 präsidierte er diesen. Von 1972 bis 1981 hatte er das Amt des Regierungsrats inne. In dieser Funktion stand er ab 1972 bis 1976 der Sanitätsdirektion und dann der Volkswirtschaftsdirektion vor. Von 1975 bis 1978 und ab 1980 bis 1981 amtierte er als Landammann.
Von 1978 bis 1981 war er Gründer und Präsident der kantonalen Wirtschaftsförderungskommission. Ab 1963 bis 1981 gehörte er der Kantonalbankverwaltung an. Diese präsidierte er ab 1971. Walser hatte massgeblichen Anteil an der Umwandlung der Kantonalbank vom Hypothekarinstitut zur modernen Bank.